# ریک رود
ریک رود (انگلیسی: Rick Rude; ۷ دسامبر ۱۹۵۸ – ۲۰ آوریل ۱۹۹۹) کشتی‌گیر کشتی حرفه‌ای، و هنرپیشه اهل ایالات متحده آمریکا بود. او برندهٔ جوایزی همچون تالار شهرت دبلیو دبلیو ای شده‌است.